# Aguijã
Aguijã (Aguijan) é uma ilha das Ilhas Marianas Setentrionais,  situada a aproximadamente 8 km a sudoeste de Tinian, da qual está separada pelo canal de Tinian. Tem cerca de 7,09 km2 de área.

## Características
Aguijã está desabitada e é visitada raramente, pois é rodeada por abruptas falésias. Uma expedição em 2002 descobriu na ilha uma série de espécies nativas, incluindo várias de morcegos. Muita da vegetação nativa foi destruída com a introdução de caprinos na ilha, que hoje vivem em estado selvagem.
É provável que a primeira visita por europeus tenha ocorrido na expedição liderada pelo português Fernão de Magalhães, ou pela sua sequência liderada por Gonzalo Gómez de Espinosa, tendo sido referida com o nome Santo Ángel. Foi visitada pelo missionário espanhol Diego Luis de San Vitores em 1669. em 1899, com o resto do arquipélago, foi vendida pela Espanha à Alemanha, e fez assim parte da Nova Guiné Alemã. Na Primeira Guerra Mundial, passou a fazer parte do Império Japonês e administrada no contexto do Mandato do Pacífico Sul.
Durante a Segunda Guerra Mundial, os japoneses mantiveram uma guarnição em Aguijã. A rendição ocorreu em 4 de setembro de 1945, dois dias depois da rendição formal do Japão.
Aguijã e a vizinha ilha Tinian formam o município de Tinian, uma das quatro principais divisões políticas que formam as Ilhas Marianas do Norte.

## Ligações externas

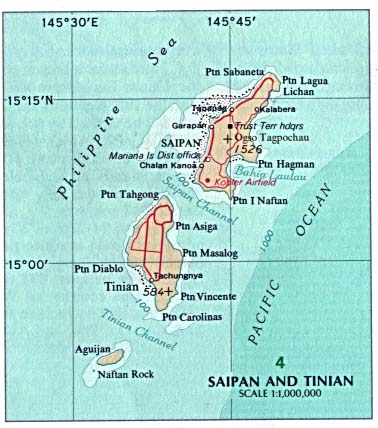
Mapa de Saipã, Tiniã e Aguijã